# 944 a.C.
Il 944 a.C. (CMXLIV a.C. in numeri romani) è un anno  del X secolo a.C.

## Eventi
- Iuput diventa primo profeta di Amon.